# Zelotes erythrocephalus
Zelotes erythrocephalus är en spindelart som först beskrevs av Lucas 1846.  Zelotes erythrocephalus ingår i släktet Zelotes och familjen plattbuksspindlar.
Artens utbredningsområde är Algeriet. Inga underarter finns listade i Catalogue of Life.